# Ernest Hatch Wilkins
Ernest Hatch Wilkins (* 14. September 1880 in Newton (Massachusetts); † 2. Januar 1966 in Newton (Massachusetts)) war ein US-amerikanischer Romanist und Italianist.

## Leben und Werk
Wilkins studierte am Amherst College und schloss 1903 ab. 1910 promovierte er an der Harvard University mit der Arbeit The chronology of the youth of Boccaccio. 
Wilkins lehrte von 1900 bis 1904 am Amherst College, 1905 an der Johns Hopkins University, von 1906 bis 1912 an der Harvard University. Von 1912 bis 1926 war er an der University of Chicago zuerst Associate Professor, dann Professor für Romanistik (ab 1923 auch Dekan). Von 1927 bis 1946 war er Präsident des Oberlin College. Von 1947 bis 1950 lehrte er noch als Gastprofessor an der Harvard University.
Wilkins war Präsident der Modern Language Association  und der Dante Society of America. Er war Mitglied der Medieval Academy of America,  der American Academy of Arts and Sciences (1930) und seit 1952 korrespondierendes Mitglied der Accademia della Crusca.
Wilkins war Ehrenbürger der Gemeinde Arquà Petrarca.

## Werke
- (mit Edward Kennard Rand) Dantis Alagherii Operum latinorum concordantiae, Oxonii 1912, New York 1970
- (mit William A. Nitze) The French verb. Its forms and tense uses, Chicago 1914
- (mit Charles Hall Grandgent) Italian grammar, Boston 1915
- First Italian book, Chicago 1920
- (mit Antonio Marinoni) L’Italia, Chicago 1920
- Dante. Poet and apostle, Chicago (Illinois) 1921
- Modern discussions of the dates of Petrarch’s prose letters, Chicago 1929
- Living in crisis, Boston 1937
- Toward unity, Oberlin 1946
- The Making of the "Canzoniere" and other Petrarchan studies, Rom 1951
- A History of Italian literature, Cambridge, Mass. 1954, 1974
- Studies in the life and works of Petrarch, Cambridge, Mass. 1955
- (Hrsg. und Übersetzer) Petrarch at Vaucluse. Letters in verse and prose, Chicago 1958
- Petrarch's eight years in Milan, Cambridge, Mass. 1958
- The invention of the sonnet and other studies in Italian literature, Rom 1959
- Petrarch's later years, Cambridge, Mass. 1959
- Petrarch's correspondence, Padua 1960 (mit Schriftenverzeichnis betreffend Petrarca)
- Life of Petrarch, Chicago 1963 (italienisch: Mailand 1964, 1970, 1980, 1985, 1987, 1990, 2003)
- (mit Thomas Goddard Bergin) A concordance to the Divine comedy of Dante Alighieri, Cambridge, Mass. 1965
- Studies on Petrarch and Boccaccio, hrsg. von  Aldo S. Bernardo, Padua 1978